# Supercopa Polonesa de Voleibol Masculino de 2018
A Supercopa Polonesa de Voleibol Masculino de 2018 foi a 7.ª edição deste torneio organizado anualmente pela Liga Polonesa de Voleibol (PLS). Ocorreu no dia 24 de outubro, na divisa entre Sopot e Gdańsk, na Ergo Arena.
O PGE Skra Bełchatów conquistou seu quarto título do campeonato ao derrotar o Trefl Gdańsk. O oposto polonês Mariusz Wlazły foi eleito o melhor jogador da partida.

## Regulamento
O torneio foi disputado em partida única.

## Equipes participantes
| Equipe             | Cidade    | Qualificação                          | Última participação |
| ------------------ | --------- | ------------------------------------- | ------------------- |
| PGE Skra Bełchatów | Bełchatów | Campeão da PlusLiga de 2017–18        | 2017                |
| Trefl Gdańsk       | Gdańsk    | Campeão da Copa da Polônia de 2017–18 | 2015                |

## Resultado
| Data   | Hora  |              | Placar |                    | Set 1 | Set 2 | Set 3 | Set 4 | Set 5 | Total | Relatório |
| ------ | ----- | ------------ | ------ | ------------------ | ----- | ----- | ----- | ----- | ----- | ----- | --------- |
| 24 out | 14:00 | Trefl Gdańsk | 0–3    | PGE Skra Bełchatów | 17–25 | 20–25 | 20–25 |       |       | 57–75 | Relatório |

## Premiação
| Supercopa Polonesa de 2018              |
| --------------------------------------- |
| PGE Skra Bełchatów Campeão (4.° título) |